# Antonio Rodríguez Vicens
Antonio Rodríguez Vicens (Quito, 23 de octubre de 1945) es un abogado y político ecuatoriano que ocupó en tres ocasiones el cargo de diputado en representación de Pichincha.

## Biografía
Nació en Quito, provincia de Pichincha, el 23 de octubre de 1945. Realizó sus estudios secundarios en el Colegio Sebastián de Benalcázar y los superiores en las universidades Central del Ecuador y Pontificia Católica, donde obtuvo el título de doctor en jurisprudencia.
En la década de los 70 estuvo preso durante cuatro meses acusado de desacato tras haberse pronunciado contra el régimen dictatorial del general Guillermo Rodríguez Lara.
Fue presidente de la Asociación de Fútbol No Amateur de Pichincha (AFNA) entre 1980 y 1983, año en que renunció para postularse como candidato a diputado.
En las elecciones legislativas de 1984 fue elegido diputado por Izquierda Democrática en representación de la provincia de Pichincha. En 1988 fue reelecto al cargo de diputado. Ejerció la vicepresidencia del Congreso Nacional de 1989 a 1990, tiempo en el que Wilfrido Lucero ocupaba la presidencia del legislativo.
Su último periodo en el Congreso lo cumplió de 1992 a 1994, una vez más en representación de Pichincha. En 1997 se desafilió de Izquierda Democrática.
En años posteriores se posicionó contra las políticas del presidente Rafael Correa.